# Sneeuw in Brazilië

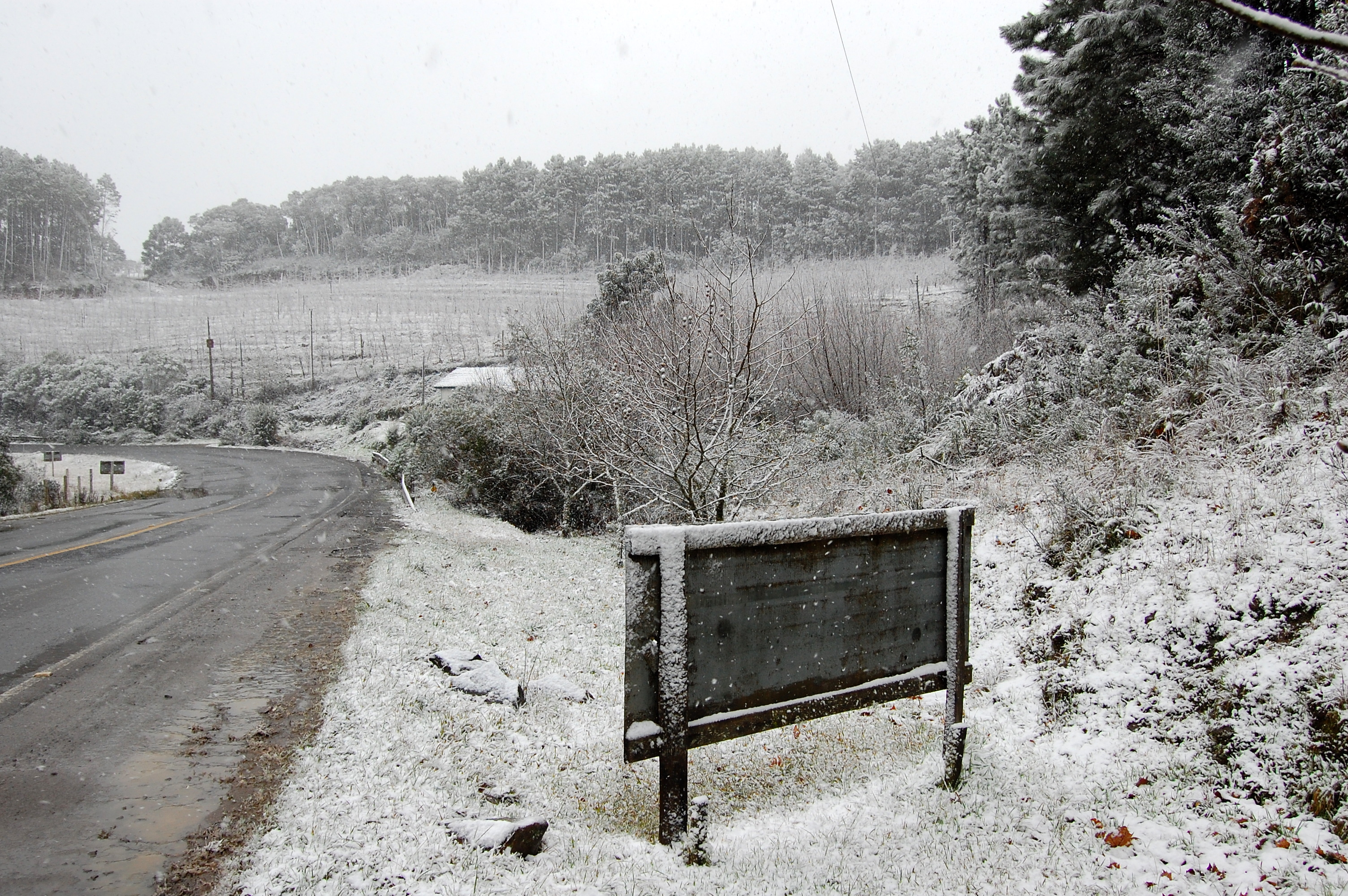
Sneeuw in São Joaquim, Santa Catarina. (Augustus 2010)

Sneeuw in Brazilië valt bijna ieder jaar in sommige steden op de hoogvlaktes van de zuidelijke Braziliaanse staten Santa Catarina, Rio Grande do Sul en Paraná. Het gebied waar de sneeuw valt is ongeveer 23.000 km² groot.
Op 7 augustus 1879 werd de zwaarste sneeuwval ooit gemeten in Vacaria, waar meer dan twee meter sneeuw viel.
Normaal gesproken valt er veel minder sneeuw en sneeuwval van meer dan 1 meter is slechts drie keer voorgekomen in Brazilië, namelijk op:
- 7 augustus 1879, in Vacaria, Rio Grande do Sul, met twee meter sneeuwval.
- 20 juli 1957, in São Joaquim, Santa Catarina, met 1.30 meter sneeuwval. Vaak wordt deze keer aangehaald als het moment met de meeste sneeuwval omdat de sneeuwval in Vacaria zo lang geleden is.[2]
- 15 juni 1985, in Itatiaia, Rio de Janeiro, met 1 meter sneeuwval.[3]

Sneeuw in Brazilië is meestal voorbehouden aan de hoger gelegen gebieden, maar er zijn ook gevallen beken van sneeuwval op veel lager gelegen gebieden zoals  Ijuí en Porto Alegre (Respectievelijk 330 en 10 meter boven zeeniveau).
Behalve in de drie eerder genoemde staten waar sneeuwval vaak voorkomt zijn er nog twee staten waar sneeuwval minder vaak voorkomt. Dit zijn São Paulo (voor het laatst in Apiaí in 1975) en Rio de Janeiro (voor het laatst in Itatiaia in 1985), dit brengt het aantal staten waar ooit sneeuw is gevallen op vijf.